# Casinò di Mar del Plata
Il Casinò di Mar del Plata è uno storico edificio della città di Mar del Plata in Argentina.

## Storia
I lavori di costruzione del casinò, progettato dall'architetto argentino Alejandro Bustillo, si svolsero con grande rapidità tra il 15 luglio del 1938 e il 22 dicembre del 1939, data in cui venne inaugurato, durante il governatorato di Manuel Fresco. L'architetto si occupò anche dell'arredamento degli interni del palazzo, in collaborazione con il decoratore francese Jean-Michel Frank e la casa di decorazioni argentina Comte.

## Descrizione
Il grande palazzo, situato sul lungomare di Mar del Plata, forma un unico complesso monumentale con l'adiacente e speculare Gran Hotel Provincial.
L'edificio riprende nelle forme e nella scelta dei materiali il celebre Hôtel du Palais di Biarritz in Francia.